# فینال جام حذفی فوتبال انگلستان ۲۰۱۹
فینال جام حذفی فوتبال انگلستان ۲۰۱۹ (انگلیسی: 2019 FA Cup Final) رقابت پایانی جام حذفی فوتبال انگلستان در سال ۲۰۱۹ میلادی است که مابین دو تیم منچستر سیتی و واتفورد در ورزشگاه ومبلی لندن برگزار می‌شود.

## مسابقه
| منچستر سیتی                                                      | ۶–۰ | واتفورد |
| ---------------------------------------------------------------- | --- | ------- |
| د. سیلوا ۲۶' · ژسوس ۳۸'، ۶۸' · دی بروینه ۶۱' · استرلینگ ۸۱'، ۸۷' |     |         |

|  | قوانین مسابقه - ۹۰ دقیقه وقت معمول مسابقه. - ۳۰ دقیقه وقت اضافه در صورت لزوم. - در صورتی‌که همچنان مسابقه مساوی بود، تیم برنده با ضربات پنالتی مشخص خواهد شد. - هر تیم ۱۲ بازیکن ذخیره خواهد داشت. - در طول مسابقه هر تیم اجازه ۳ تعویض دارند و در وقت اضافه حق تعویض چهارم نیز خواهند داشت. |